# Canton de Camarès
Le canton de Camarès est une ancienne division administrative française située dans le département de l'Aveyron et la région Midi-Pyrénées.

## Géographie
Ce canton était organisé autour de Camarès dans l'arrondissement de Millau. Son altitude variait de 351 m (Gissac) à 1 092 m (Peux-et-Couffouleux) pour une altitude moyenne de 538 m.

## Représentation

### Conseillers généraux de 1833 à 2015
| Période         | Période      | Identité                                     | Étiquette       | Qualité                                                                                         |
| --------------- | ------------ | -------------------------------------------- | --------------- | ----------------------------------------------------------------------------------------------- |
| 1833            | 1839         | Antoine Pierre Castan père (1769-1856)       |                 | Négociant à Belmont-sur-Rance                                                                   |
| 1839            | 1871         | Jean Pierre Rols                             |                 | Médecin et juge de paix du canton Maire de Belmont-sur-Rance                                    |
| 1848            | 1861         | Auguste Mazars de Mazarin fils (1809-1865)   |                 | Négociant en teintures de draps et tissages à Camarès                                           |
| 1861            | 1883 (décès) | Jean Antoine Briguiboul (1819-1883)          | Droite          | Avocat puis juge à Rodez Propriétaire à Gissac (Colombarié), conseiller d'arrondissement        |
| 1883            | 1886         | Léon Reynès                                  | Républicain     | Maire de Tauriac                                                                                |
| 1886            | 1919         | Jules Vergnes (1856-1939)                    | Conservateur    | Médecin - Maire de Camarès (1887-1920)                                                          |
| 1919            | 1939 (décès) | Jules Vergnes                                | Conservateur    | Maire de Camarès (1924-1939)                                                                    |
| 1939            | 1940         | Jean Vergnes (1881-1947)-(fils du précédent) | URD             | Médecin - Maire de Camarès (1939-1945) Nommé conseiller départemental en 1943                   |
|                 |              |                                              |                 |                                                                                                 |
| 1945            | 1956 (décès) | Jean Maroger                                 | RI              | Ingénieur des Ponts et Chaussées Maire de Camarès (1947-1956) Sénateur (1939-1945 et 1948-1956) |
| 15 juillet 1956 | 1964         | Pierre Bessière                              | CNI             |                                                                                                 |
| 1964            | 1976         | Elisée Bousquet                              | Rad. puis MRG   | Médecin - Maire de Camarès (1947-1956)                                                          |
| 1976            | 2001         | Emile Castan                                 | CD puis UDF-CDS | Agriculteur - Maire de Sylvanès (1965-2008)                                                     |
| 2001            | 2015         | Jean Milesi                                  | DVG puis DVD    | Enseignant Maire de Mélagues depuis 1977 Vice-Président du Conseil Général                      |

### Résultats électoraux détaillés
- Élections cantonales de 2001 : Jean Milesi (Divers gauche) est élu au second tour avec 56,9 % des suffrages exprimés, devant Cyril Touzet (RPR) (43,1 %). Le taux de participation est de 68,77 % (1 539 votants sur 2 238 inscrits)[3].
- Élections cantonales de 2008 : Jean Milesi (Divers gauche) est élu au second tour avec 52,39 % des suffrages exprimés, devant Richard Vilaplana (Divers droite) (30,61 %) et Cyril Touzet (Divers droite) (17 %). Le taux de participation est de 79,85 % (1 756 votants sur 2 199 inscrits)[4].

### Conseillers d'arrondissement (de 1833 à 1940)
Le canton de Camarès avait deux conseillers d'arrondissement jusqu'en 1892.
Il appartenait à l'arrondissement de Saint-Affrique jusqu'à sa disparition en 1926.
| Période                                  | Période      | Identité                            | Étiquette       | Qualité |
| ---------------------------------------- | ------------ | ----------------------------------- | --------------- | --- |
| 1833                                     | 1839         | Jean Jacques Bertrand               |                 | Maire de Montagnol                                                                                          |
| 1833                                     | 1836         | Pierre Ramondenc                    |                 | Notaire à Camarès                                                                                           |
| 1836                                     | 1839         | Jean Guillaume Cabanes              |                 | Médecin à Belmont, adjoint au maire de Saint-Affrique                                                       |
| 1839                                     | 1862 (décès) | Hyacinthe Carel (1794-1862)         |                 | Juge de paix, propriétaire à Camarès                                                                        |
| 1845                                     | 1848         | Jean Antoine Briguiboul (1819-1883) |                 | Docteur en droit, propriétaire à Gissac                                                                     |
| 1848                                     | 1852         | Jean Miran fils (1814-1886)         |                 | Négociant, commissionnaire en draps, Camarès                                                                |
| 1852                                     | 1861         | Pierre Reynes                       |                 | Géomètre à Saint-Affrique                                                                                   |
| 1861                                     | 1864         | M. Cabanes                          |                 | |
| 1862                                     | 1871         | Edmond Carrière-Montjosieu          |                 | Ingénieur civil, propriétaire à Sylvanès élu en 1871 dans le canton de Saint-Affrique                       |
| 1864                                     | 1871         | Jules Reynes                        |                 | |
| 1871                                     | 1880         | Jean Andoque                        |                 | Maire de Montagnol de 1870 à 1881                                                                           |
| 1871                                     | 1875 (décès) | Napoléon Durand (1804-1875)         |                 | Avoué à Saint-Affrique, propriétaire à Camarès, Président du Conseil d'arrondissement                       |
| 1875                                     | 1880         | Louis Hérail                        |                 | Propriétaire à Lauret, Camarès                                                                              |
| 1880                                     | 1886         | Casimir Nozières                    |                 | Propriétaire au Cayla                                                                                       |
| 1880                                     | 1886         | Jean Martin                         |                 | Médecin, maire de Camarès                                                                                   |
| 1886                                     | 1892         | M. Pons                             |                 | Propriétaire à La Roque, Fayet                                                                              |
| 1886                                     | 1907         | Charles Nouguier                    |                 | Propriétaire à Cénomes                                                                                      |
| 1907                                     | 1919         | Paul Labaume                        |                 | Notaire, maire de Brusque de 1896 à 1903, Président du Conseil d'arrondissement                             |
| 1919                                     | 1937         | Alexis Cros                         | Libéral         | Boulanger, maire de Brusque                                                                                 |
| 1937                                     | 1940         | Eugène Pailhès                      | Union nationale | Maire de Fayet                                                                                              |
| 1940                                     |              |                                     |                 | Les conseils d'arrondissement ont été suspendus par la loi du 12 octobre 1940 et n'ont jamais été réactivés |
| Les données manquantes sont à compléter. |              |                                     |                 | |

## Composition
Le canton de Camarès regroupait dix communes et compte 2 222 habitants (recensement de 2006 population municipale).
| Communes            | Population (2012) | Code postal | Code Insee |
| ------------------- | ----------------- | ----------- | ---------- |
| Arnac-sur-Dourdou   | 24                | 12360       | 12009      |
| Brusque             | 326               | 12360       | 12039      |
| Camarès             | 983               | 12360       | 12044      |
| Fayet               | 285               | 12360       | 12099      |
| Gissac              | 110               | 12360       | 12109      |
| Mélagues            | 71                | 12360       | 12143      |
| Montagnol           | 156               | 12360       | 12147      |
| Peux-et-Couffouleux | 110               | 12360       | 12179      |
| Sylvanès            | 98                | 12360       | 12274      |
| Tauriac-de-Camarès  | 59                | 12360       | 12275      |

## Démographie
| 1962  | 1968  | 1975  | 1982  | 1990  | 1999  | 2006  | 2011  | 2012  |
| ----- | ----- | ----- | ----- | ----- | ----- | ----- | ----- | ----- |
| 3 495 | 3 314 | 2 941 | 2 902 | 2 576 | 2 323 | 2 222 | 2 156 | 2 147 |